# Oria myodea
Oria myodea là một loài bướm đêm trong họ Noctuidae.